# Alan Rocke
Alan J. Rocke (* 20. September 1948 in Chicago, Illinois) ist ein amerikanischer Professor für Wissenschaftsgeschichte an der Case Western Reserve University (CWRU). 2016 ist er emeritiert worden.
Rocke machte 1969 einen Abschluss in Chemie am Beloit College. Danach wechselte er zur Wissenschaftsgeschichte und machte einen Ph.D. an der University of Wisconsin–Madison. 1978 wurde er assistant professor und 1993 voller Professor an der CWRU.
Sein Hauptinteresse liegt bei der Entwicklung der europäischen Chemie im 19. Jahrhundert, unter anderem veröffentlichte er über Hermann Kolbe und Adolphe Wurtz.
2000 erhielt er den Dexter Award.

## Schriften
- Chemical Atomism in the Nineteenth Century. From Dalton to Cannizzaro. Ohio State University Press, Columbus OH 1984, ISBN 0-8142-0360-4.
- The Quiet Revolution. Hermann Kolbe and the Science of Organic Chemistry. University of California Press, Berkeley u. a. 1993, ISBN 0-520-08110-2.
- als Herausgeber mit Emil Heuser: Justus von Liebig und Hermann Kolbe in ihren Briefen, 1846–1873. Bionomica, Mannheim 1994, ISBN 3-88208-018-3.
- Nationalizing Science: Adolphe Wurtz and the Battle for French Chemistry. MIT Press, Cambridge MA u. a. 2001, ISBN 0-262-18204-1.
- Image and Reality. Kekulé, Kopp, and the Scientific Imagination. University of Chicago Press, Chicago  IL u. a. 2010, ISBN 978-0-226-72332-7.[3]
- From the Molecular World. A Nineteenth-Century Science Fantasy. Springer, Berlin u. a. 2012, ISBN 978-3-642-27415-2 (Übersetzung von Hermann Kopps Aus der Molecular-Welt aus dem Jahr 1882).